# Lichaam van Christus

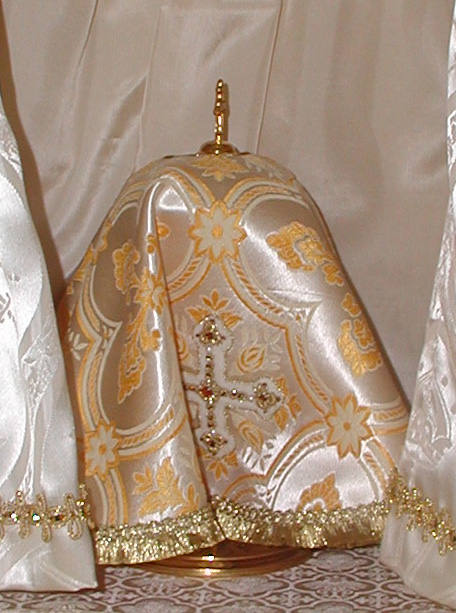
Ciborie in het tabernakel van de Kluiskerk in Warfhuizen. Omdat het Lichaam van Christus erin aanwezig is, is hij afgedekt met een ciborievelum

Het Lichaam van Christus (Latijn: Corpus Christi), ook wel het Allerheiligste genoemd, is een andere benaming voor een geconsacreerde hostie, naar de woorden van Jezus: "Neemt en eet, dit is Mijn Lichaam".
De term wordt ook gebruikt als aanduiding voor de katholieke Kerk.

## Communie
De hosties, schijfjes ongedesemd brood, geperst van tarwemeel en water, worden in de mis gebruikt voor de eucharistie en vervolgens de communie. Tijdens de Consecratie verandert het brood, naar men gelooft, in het werkelijke Lichaam van Christus onder de gedaante van brood (transsubstantiatie).

### Communiceren
De hostie wordt door de gelovigen na de consecratie in de mis genuttigd. Dit wordt ook wel gezien als "uitnodiging aan de tafel van de Heer". Door het nuttigen van de hostie, de communie, viert de gelovige allereerst de eenheid met Christus en door Hem de verbondenheid met alle overige lidmaten der Kerk. Men kan ook geestelijk communiceren, dit is het verlangen naar de sacramentele Communie uitdrukken door middel van gebed. De geestelijke communie verschaft niet dezelfde genade als de fysieke communie, maar is - naar men gelooft - wel werkzaam indien het verlangen tot vereniging met Christus aanwezig is.
Het is overigens onjuist dat men een geestelijke communie kan doen als men in staat van doodzonde is. Om de genade van een geestelijke communie te ontvangen moet men in staat van genade zijn (geen doodzonde op het geweten hebben sinds de laatste biecht). 

### Uitstelling
Een geconsacreerde hostie, het sacrament van de eucharistie, wordt ook wel uitgestald in een monstrans. Men gelooft dat de aanblik ervan een bijzondere werking heeft op de aanschouwer, omdat in de hostie Christus geheel aanwezig is. Een dergelijke praktijk wordt aanbidding van het Allerheiligste genoemd. Het is niet ongebruikelijk dat men even de kerk binnengaat om de hostie, dat wil zeggen "Onze Lieve Heer" te zien. Overigens gebeurt dit ook wanneer de monstrans niet uitgestald is: indien de godslamp naast het tabernakel brandt geeft dat aan dat zich geconsacreerde hosties in het tabernakel bevinden.

## Kerk
De term "Lichaam van Christus" wordt ook gebruikt als aanduiding voor de Kerk. Het grijpt terug op een metafoor uit de eerste brief aan de Korinthiërs van Paulus uit de Bijbel, waarin deze spreekt over de leden van de Kerk als een lichaam, met als hoofd Christus. Voor de Rooms-Katholieke Kerk werd dit gebruik van de term Lichaam van Christus tot uitdrukking gebracht in de encycliek Mystici Corporis ("Over het Mystiek Lichaam van Christus") van Paus Pius XII.

## Werkelijk en mystiek lichaam
De beide betekenissen van "Lichaam van Christus", namelijk werkelijk lichaam (corpus verum) en mystiek lichaam (corpus mysticum) zijn nauw met elkaar verweven. Waar tot de twaalfde eeuw de eucharistie als corpus mysticum werd opgevat (en de kerkgemeenschap als corpus verum), krijgt de eucharistie in de twaalfde eeuw de benaming corpus verum, de hoogste mystieke werkelijkheid. God geeft zich aan de gelovigen; zij worden corpus mysticum wanneer zij de Eucharistie vieren. Ze ontvangen het Lichaam van Christus (de Hostie) om met het mystieke Lichaam van Christus (Kerk) verenigd te worden en verbonden te blijven.